# Verband deutscher VerkehrsrechtsAnwälte
Der Verband deutscher VerkehrsrechtsAnwälte e.V. (VdVKA) ist ein Verein, der die Interessen von auf das Verkehrsrecht spezialisierten Rechtsanwälten in Deutschland vertritt und im Herbst 2009 gegründet wurde. Er verfolgt nach eigenen Angaben hauptsächlich zwei Ziele:
- die Bevölkerung näher über die Vorschriften des Verkehrsrechts, einschließlich der damit verbundenen Rechtsgebiete des Versicherungsrechts und des Verkehrsstraf- und Verkehrsordnungswidrigkeitenrechts zu informieren. Auf der Homepage des Verbandes sind aktuelle verkehrsrechtliche Rechtsvorschriften, gerichtliche Entscheidungen und die Funktion „Anwaltssuche“ verfügbar.
- die kompetente Beratung von betroffenen Bürgern durch Mitglieder des Vereins sicherzustellen. Dazu gehören u. a. Fortbildungsangebote, mit denen Fachanwälte für Verkehrsrecht auch ihren Fortbildungspflichten nachkommen und gegenüber den Rechtsanwaltskammern nachweisen können, sowie Informationen über aktuelle Urteile und Entscheidungen von Gerichten. Neben der Information über aktuelle Diskussionen und Entwicklungen in der verkehrsrechtlichen Rechtsprechung werden auch einschlägige Literaturempfehlungen gegeben.

## Mitgliedschaft
Die Erlaubnis, die Bezeichnung „Fachanwalt für Verkehrsrecht“ führen zu dürfen, ist erwünscht, aber keine zwingende Bedingung. Zu den Mindestvoraussetzungen einer Aufnahme gehört aber eine Zulassungszeit als Rechtsanwalt von mindestens fünf Jahren mit einem Tätigkeitsschwerpunkt „Verkehrsrecht“. Die Zahl der Mitglieder ist für jeden Landgerichtsbezirk begrenzt.

## Gremien
Der VdVKA wird vertreten durch einen Vorstand. Zudem sind 16 Landesregionalleitungen deren Zuständigkeitsbereich den Bundesländern entspricht und acht verschiedene Fachausschüsse gebildet worden:
- Fachausschuss I:    Unfallregulierung
- Fachausschuss II:   Autokauf/Autoleasing- und finanzierung
- Fachausschuss III:  Werkstatt/Reparatur/Mängelbeseitigung
- Fachausschuss IV:   Ordnungswidrigkeitenrecht/Strafrecht
- Fachausschuss V:    Kfz-Gewerbe/Kfz-Werkstätten
- Fachausschuss VI:   Führerscheinrecht/MPU/Verfahren
- Fachausschuss VII:  Sachverständigenwesen
- Fachausschuss VIII: Versicherungsrecht